# Уэйс, Маргарет
Маргарет Уэйс (англ. Margaret Weis; род. 16 марта 1948) — американская писательница в жанрах фэнтези и научная фантастика, вместе с Трейси Хикменом — одна из создателей вселенной Dragonlance.

## Биографические данные
Родилась 16 марта 1948 года в Индепенденсе, штат Миссури. Окончила Университет штата Миссури в 1970 году. С 1972 по 1983 гг. работала директором отдела рекламы в издательстве Herald, с 1981 по 1983 выполняла обязанности директора Independence Press, подразделения Herald Publishing House. С 1983 по 1986 год — редактор книжного подразделения издательства TSR Inc., редактор системы ролевых игр «Dungeons&Dragons». В настоящее время работает в совете директоров компании Mag Force 7, Inc., где руководит разработкой игровых систем «Star of the Guardians» и «Wing Commander».
Разведена с соавтором Доном Перрином, двое детей: Дэвид и Элизабет.

### DragonLance
- Трилогия Хроник (Сага о Копье)
  - Драконы осенних сумерек (Dragons of Autumn Twilight, 1984)
  - Драконы Зимней Ночи (Dragons of Winter Night, 1985)
  - Драконы Весеннего Рассвета (Dragons of Spring Dawning, 1985)
- Трилогия Легенд
  - Час Близнецов (Time of the Twins, 1986)
  - Битва Близнецов (War of the Twins, 1986)
  - Испытание Близнецов (Test of the Twins, 1986)
- Хроники Рейстлина
  - Кузница Души (The Soulforge, 1998)
  - Братья по Оружию (Brothers in Arms, 1999)
- Второе Поколение
  - Второе Поколение (The Second Generation, 1995)
  - Драконы Летнего Полдня (Dragons of Summer Flame, 1996)
- Война Душ
  - Драконы Погибшего Солнца (Dragons of a Fallen Sun, 2000)
  - Драконы Пропавшей Звезды (Dragons of a Lost Star, 2001)
  - Драконы Исчезнувшей Луны (Dragons of a Vanished Moon, 2002)
- Отряд Канга
  - Бригада Обречённых (The Doom Brigade, 1996)
  - Кодекс Драконида (Draconian Measures, 2000)
- Темное Наследие
  - Янтарь и Пепел (Amber and Ashes, 2005). В русском издании: «Дары мёртвых Богов»
  - Янтарь и Сталь (Amber and Iron, 2006). В русском издании: «Проклятье мёртвых Богов»
  - Янтарь и Кровь (Amber and Blood, 2008). В русском издании: «Дитя Мёртвых Богов»

### Death Gate (Врата Смерти)
- Драконье крыло (Dragon Wing, 1990)
- Эльфийская звезда (Elven Star, 1991)
- Огненное Море (Fire Sea, 1992)
- Змеиный маг (Serpent Mage, 1993)
- Рука Хаоса (The Hand of Chaos, 1993)
- Назад в Лабиринт (Into the Labyrinth, 1994)
- Седьмые Врата (The Seventh Gate, 1995)

### Darksword (Тёмный Меч)
- Рождение Тёмного Меча (Forging the Darksword, 1987)
- Судьба Тёмного Меча (Doom of the Darksword, 1988)
- Триумф Тёмного Меча (Triumph of the Darksword, 1988)
- Наследие Тёмного Меча (Legacy of the Darksword, 1997)

### Star of the Guardians (Звёздные Стражи)
- Звёздные стражи (The Lost King, 1990)
- Похититель разума(King’s Test, 1991)
- Галактический враг (King’s Sacrifice, 1991)
- Легион призраков (Ghost Legion, 1993)

### Starshield (Звёздный Щит)
- Стражи Звёздного Щита (Starshield: Sentinels, 1996)
- Меч ночи (Nightsword, 1998)

### Sovereign Stone (Камень Владычества)
- Колодец Тьмы (Well Of Darkness, 2000)
- Стражи Утраченной Магии (Guardians of the Lost, 2001)
- Волшебный кинжал (Journey into the Void, 2003)